# بوکر، گرز
بوکر (به فرانسوی: Beaucaire) یک کمون (فرانسه) در فرانسه است که در canton of Valence-sur-Baïse واقع شده‌است. بوکر ۱۶٫۱۴ کیلومتر مربع مساحت دارد ۹۷ متر بالاتر از سطح دریا واقع شده‌است.